# بژخووو
بژخووو (به لهستانی:  Brzechowo) یک روستا در لهستان است که در گمینا دروبین واقع شده‌است.